# Шведов Григорій Юхимович
Шведов Григорій Юхимович (22 серпня 1867 — ?) — полковник Російської імператорської армії, Збройних сил Української Держави, Донської армії.

## Біографія
Народився 22 серпня 1867 року. У 1884 році закінчив Київську військово-фельдшерську школу. У 1893 році закінчив піхотне юнкерське училище. Після закінчення навчання в званні офіцера був відряджений в 174-го піхотного полку. Полковник, поліцмейстер Самарканда. Після гетьманського перевороту навесні 1918 року пішов служити в Збройні сили Українське Держави. 21 жовтня 1918 року був призначений командиром 48-го Маріупольського полку, 8-го Катеринославського корпусу.
Після Антигетьманського перевороту в кінці 1918 року коли частини донських козаків увійшли до Маріуполя з частиною бійців 48-го Маріупольського полку перейшов до складу Донський армії. У 1920 році командир 6-го Донського козачого Єрмаковського полку, на 1 жовтня 1920 року командир 8-го Донського козачого полку Російської Армії до евакуації Криму. Генерал-майор (з 15 квітня 1920).
Був на осторві Лемнос. У 1922 році висланий з Болгарії.